# Франк Атсу
Едем Комлан Франк Атсу (фр. Edem Komlan Franck Atsou, нар. 1 серпня 1978, Ломе, Того) — колишній тоголезький футболіст, що грав на позиції захисника. Виступав за національну збірну Того.

## Клубна кар'єра
У дорослому футболі дебютував 1995 року виступами за команду клубу «Етуаль Філант», в якій провів чотири сезони.
Згодом з 1999 по 2009 рік грав у складі команд клубів «Асанте Котоко», «Африка Спортс», «Аль-Гіляль», «Берінген-Гесден-Золдер», «Аль-Гіляль», «Абумослем» та «Персеполіс».
Завершив професійну ігрову кар'єру у клубі «Естеглал Ахваз», за команду якого виступав протягом 2009—2011 років.

## Виступи за збірну
1996 року дебютував в офіційних матчах у складі національної збірної Того. Протягом кар'єри у національній команді, яка тривала 13 років, провів у формі головної команди країни 45 матчів, забивши один гол.
У складі збірної був учасником Кубка африканських націй 2000 року в Гані та Нігерії, чемпіонату світу 2006 року в Німеччині.